# Ur-Hamlet
Ur-Hamlet (o prefixo alemão Ur significa "primordial") é uma peça que acredita-se estar perdida, que pode ter existido antes de 1589, uma década antes da versão mais conhecida: Hamlet, de William Shakespeare.